# Hemeroblemma abadirina
Hemeroblemma abadirina là một loài bướm đêm trong họ Erebidae.